# Jamides pseudaratus
Jamides pseudaratus är en fjärilsart som beskrevs av Hans Fruhstorfer 1916. Jamides pseudaratus ingår i släktet Jamides och familjen juvelvingar. Inga underarter finns listade i Catalogue of Life.